# Hemikorporektomie
Die Hemikorporektomie bezeichnet in der Medizin eine komplette Amputation beider Beine, des Beckens und die Ausräumung des Unterleibs.

## Indikation
Diese Operation gehört zu den schwersten und folgenreichsten Eingriffen in der Chirurgie und wird als Maximaleingriff nur in seltenen Fällen angewandt, in der medizinischen Literatur sind bis 2009 lediglich 66 solcher Operationen weltweit dokumentiert. Indiziert ist die Hemikorporektomie bei ausgedehnten, nichtmetastasierten Karzinomen im Beckenbereich, bei nichttherapierbaren Decubitusgeschwüren mit malignen Entartungen, bei Osteomyelitis in Verbindung mit einer Paraplegie sowie bei ausgedehnten Beckentraumata.
2019 wurde beispielsweise eine erfolgreiche posttraumatische Hemikorporektomie bei einem 19-jährigen Gabelstaplerfahrer im US-Bundesstaat Montana durchgeführt.

## Operation
Bei der Operation werden der Beckenknochen, die Beine, die externen Genitalien, die Blase, das Rektum sowie der Anus entfernt. Die lebenswichtigen Organe verbleiben in der oberen Körperhöhle. Da mit dem Eingriff eine Unterbrechung der ableitenden Harnorgane und des Enddarms verbunden ist, muss dem Patienten ein künstlicher Ausgang für Harn (Urostoma) und Stuhl (Enterostoma) gelegt werden.
Der Eingriff wurde 1951 vorgeschlagen und 1960 erstmals an einem Patienten durchgeführt.

## Komplikationen
Die Entfernung eines großen Teils des Körpers und damit der Blutgefäße kann zu erheblichen Problemen der Blutzirkulation führen. Eine auch relativ geringe Verringerung des Blutvolumens kann schnell zu einem peripheren Kreislaufzusammenbruch führen, eine Erhöhung des Blutvolumens birgt die Gefahr der Ausbildung eines Lungenödems. Die Erniedrigung der abdominalen Wandfunktion kann zu einer Verringerung der Vitalkapazität der Lunge führen.

## Prognose
Die Operation hat Überlebensraten zwischen 30 % bei Karzinompatienten und 70 % bei traumabedingter Hemikorporektomie. Durch eine intensive prä- und postoperative Beratung und eine ausgedehnte Rehabilitation lässt sich die Lebensqualität nach der Operation verglichen mit dem Zeitpunkt der Diagnosestellung bedeutend steigern.